# Colwellia beringensis
Espèce
Colwellia beringensis est une des espèces du genre de bactéries marines Colwellia. Ce sont des bacilles à Gram négatif de la famille des Colwelliaceae faisant partie du phylum des Pseudomonadota.

## Historique
Lors de la sixième expédition de la Recherche Nationale Arctique Chinoise du brise-glace Xue Long, des prélèvements de sédiments marins ont été effectués en mer de Bering. Ceux-ci ont permis l'isolement de la souche bactérienne NB097-1 qui est devenue ensuite la souche type de la nouvelle espèce Colwellia beringensis. Cette espèce été décrite la même année que l'espèce Colwellia agarivorans.

## Taxonomie
Le nom correct complet (avec auteur) de ce taxon est Colwellia beringensis Zhang et al. 2017.
Colwellia beringensis a pour synonyme :
- Cognaticolwellia beringensis (Zhang et al. 2017) Liu et al. 2021

### Étymologie
L'étymologie de cette espèce Colwellia beringensis est la suivante : be.ring.en’sis N.L. masc./fem. adj. beringensis, qui fait référence à la mer de Bering où a été isolée la souche type de cette espèce,.

### Phylogénie
Le génome complet de la souche NB097-1 a été séquencé sous le numéro d'accession CP02046. De cette séquence génomique, l'analyse phylogénique de la séquence nucléotidique de l'ARNr 16S laquelle a permis de classer cette bactérie parmi les différentes espèces de Colwellia. Cette souche se retrouve parmi un groupe formé des espèces Colwellia sediminilitoris, C. mytili, C. aestuarii, C. polaris et C. chukchiensis. La présence de C. beringensis au sein du genre Colwellia la classe dans le phylum Pseudomonadota (ex Proteobacteria).

## Description
Colwellia beringensis est une espèce aérobie psychrophile à Gram négatif. Cette espèce est formée des bacilles positifs pour les tests catalase et oxydase.

## Habitat
Cette espèce fait partie des bactéries marines.